# Johannes Edelhoff
Johannes Edelhoff ist ein deutscher Journalist und Redakteur beim ARD-Magazin Panorama und beim Funk-Format STRG F.

## Leben
Er studierte Geographie, Politikwissenschaft und Volkswirtschaftslehre in Berlin und Lissabon.
2007 machte er sein Volontariat beim NDR. Er war als Reporter bei Panorama tätig und als Autor von Dokumentationen wie Der Schneekönig (zusammen mit Timo Großpietsch). Seit 2016 ist er als Redakteur beim ARD-Magazin Panorama beschäftigt. 
Er schrieb Beiträge für Die Zeit, Frankfurter Rundschau und den Tagesspiegel.

## Auszeichnungen
- 2017: CIVIS-Medienpreis für den Panorama-Beitrag Politik: Emotion statt Fakten (zusammen mit  Ben Bolz)[4]
- Grimme-Preis für die Berichterstattung über den G20-Gipfel in Hamburg als Mitglied der Redaktion von Panorama[5]
- Dritter Preis beim Helmut-Schmidt-Journalistenpreis 2019 für Recherchen zu Toll Collect (zusammen mit Christian Salewski von Panorama sowie Götz Hamann, Karsten Polke-Majewski und Felix Rohrbeck von Die Zeit)[6]